# Silometopoides tibialis
Silometopoides tibialis là một loài nhện trong họ Linyphiidae.
Loài này thuộc chi Silometopoides. Silometopoides tibialis được miêu tả năm 1987 bởi Heimer.